# Further
Further – siódmy studyjny album brytyjskiego zespołu The Chemical Brothers, wydany w formie CD, CD/DVD i na płytach winylowych 14 czerwca 2010 przez wytwórnie płytowe Parlophone, Freestyle Dust, Virgin Records oraz Astralwerks. Jest to pierwszy krążek zespołu, w którym do każdej z piosenek jest dołączony osobny filmik lub inaczej wizualizacja. Na płycie wystąpiła Romola Garai, Stephanie Dosen i inni.

## Lista utworów
1. Snow – 5:07
2. Escape Velocity – 11:57
3. Another World – 5:40
4. Dissolve – 6:21
5. Horse Power – 5:51
6. Swoon – 6:05
7. K+D+B – 5:39
8. Wonders of the Deep – 5:13
9. Don't Think (ITunes bonus) – 7:42

## Listy sprzedaży
| Lista                | Kraj          | Pozycja |
| -------------------- | ------------- | ------- |
| Ö3 Austria Top 40    | Austria       | 48      |
| Ultratop             | Belgia        | 21      |
| MegaCharts           | Holandia      | 42      |
| SNEP                 | Francja       | 12      |
| Media Control Charts | Niemcy        | 35      |
| ΕΕΠΗ                 | Grecja        | 2       |
| RIANZ                | Nowa Zelandia | 19      |
| OLiS                 | Polska        | 23      |
| Sverigetopplistan    | Szwecja       | 56      |
| Schweizer Hitparade  | Szwajcaria    | 5       |